# Rohlík (Heřmanův Městec)
Rybník Rohlík o rozloze vodní plochy 0,24 ha se nalézá na potoce Konopka asi 200 m jihozápadně od autokempingu Konopáč u Heřmanova Městce v okrese Chrudim. Rybník Rohlík je umístěn v přírodní lokalitě využívané pro odpočinek a rekreaci. Rybník Rohlík je součástí Heřmanoměstecké rybniční soustavy skládající se dále z rybníků Herout, Houska, Konopáč (koupaliště), Konopka. Rybník byl v roce 2004 obnoven. Rybník je v současnosti využíván pro chov ryb.

## Galerie

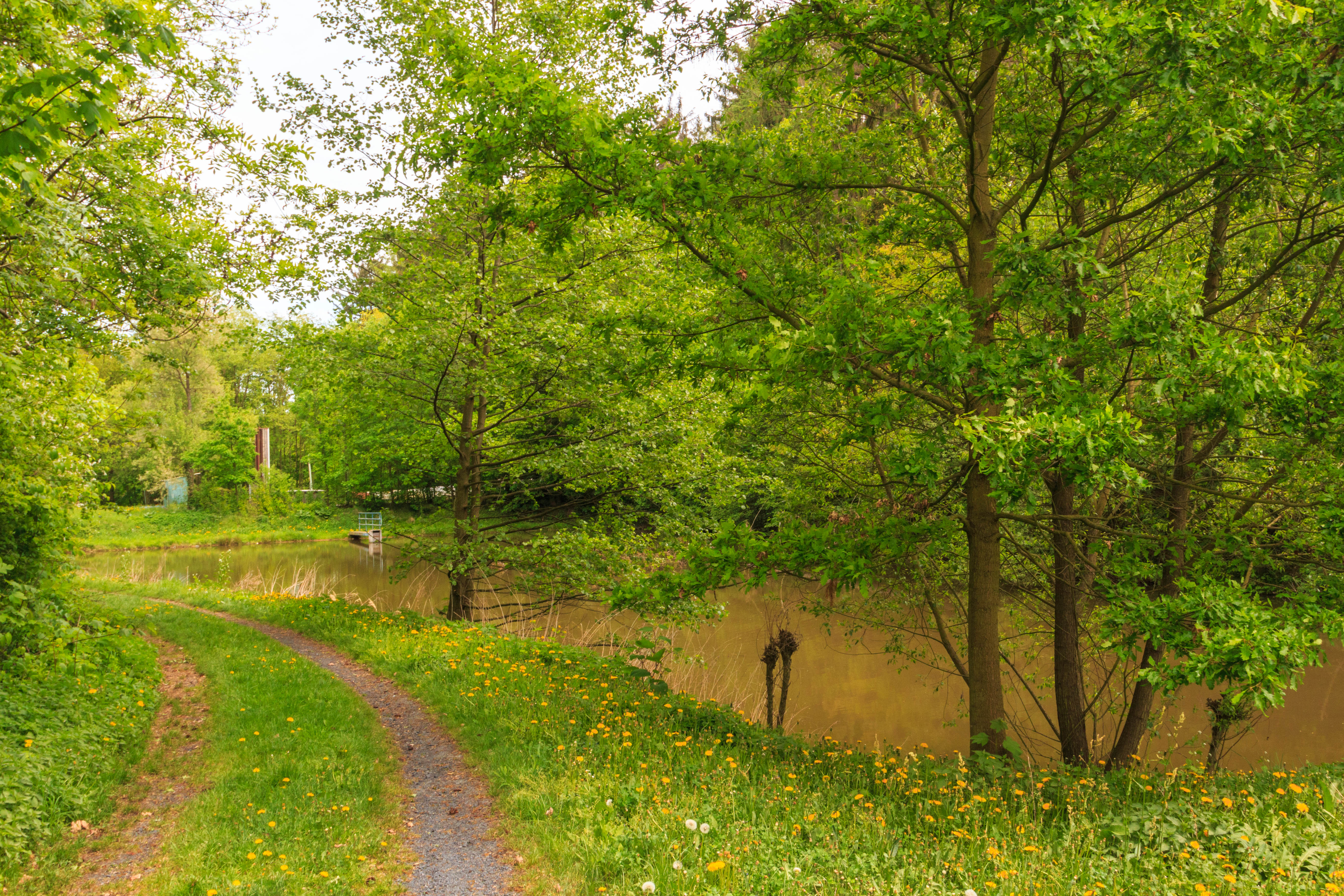
Pohled na rybník Rohlík u Konopáče
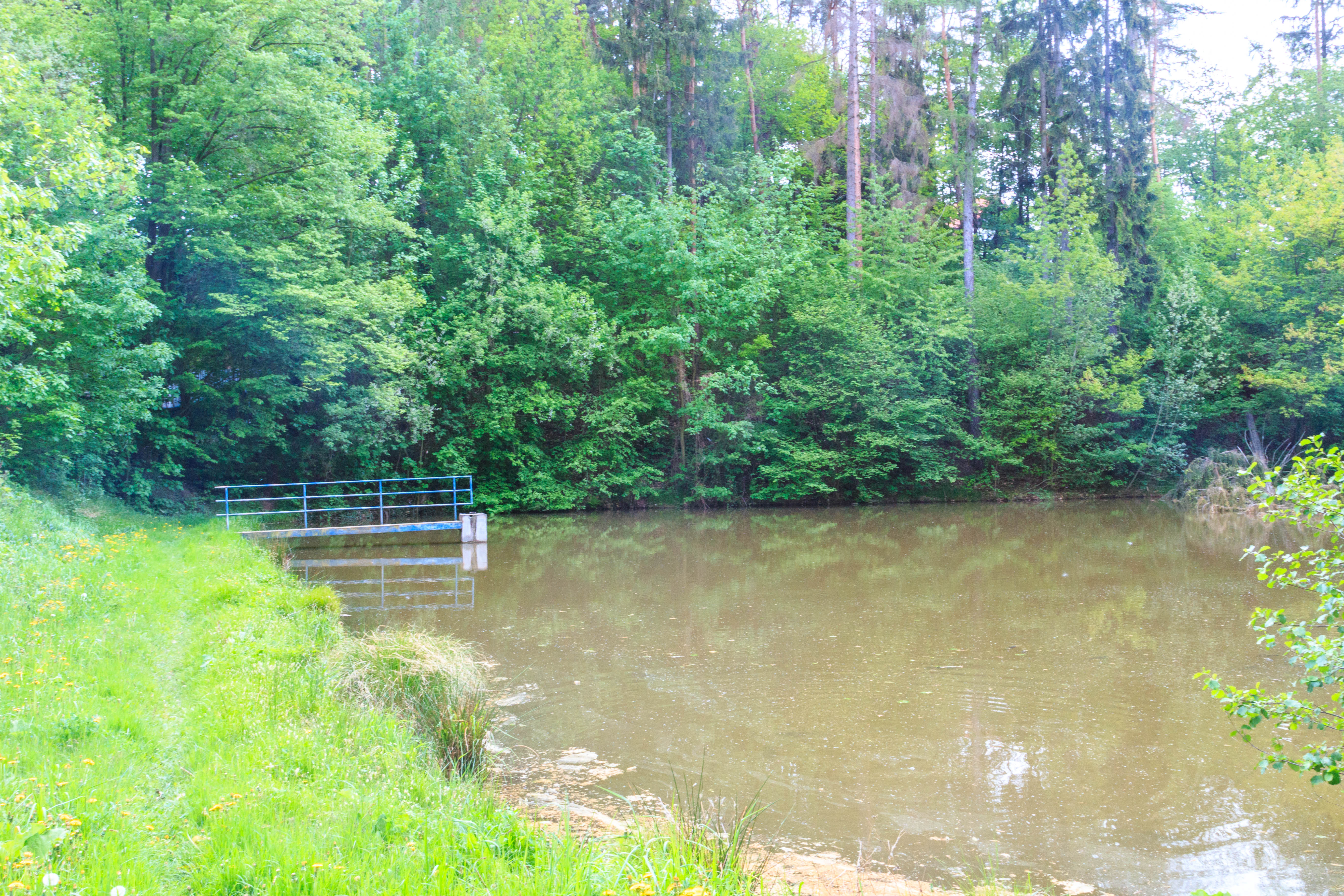
Pohled na rybník Rohlík u Konopáče